# Liste des leaders parlementaires de l'opposition officielle du Queensland
Cet article liste les leaders parlementaires de l'opposition officielle de l’Assemblée législative du Queensland.

## Liste
| Nom                  | Début de mandat   | Fin de mandat     | Parti            | Chef de l'opposition                                  |
| -------------------- | ----------------- | ----------------- | ---------------- | ----------------------------------------------------- |
| Keith Wright         | 1978              | 1980              | Travailliste     | Tom Burns                                             |
| Keith Wright         | 1978              | 1980              | Travailliste     | Ed Casey                                              |
| Bill Prest           | 5 mars 1981       | 20 octobre 1982   | Travailliste     |                                                       |
| Brian Davis          | 20 octobre 1982   | 29 août 1984      | Travailliste     | Keith Wright                                          |
| Bill Prest           | 29 août 1984      | 2 décembre 1989   | Travailliste     | Nev Warburton                                         |
| Bill Prest           | 29 août 1984      | 2 décembre 1989   | Travailliste     | Wayne Goss                                            |
| Kev Lingard          | 1er mars 1990     | 19 septembre 1992 | National         | Russell Cooper                                        |
| Kev Lingard          | 1er mars 1990     | 19 septembre 1992 | National         | Rob Borbidge                                          |
| Tony Fitzgerald      | 5 novembre 1992   | 19 février 1996   | National         |                                                       |
| Terry Mackenroth     | 27 février 1996   | 19 mai 1998       | Travailliste     | Peter Beattie                                         |
| Denver Beanland      | 30 juillet 1998   | 17 février 2001   | Libéral          | Rob Borbidge                                          |
| Kev Lingard          | 12 mars 2001      | 29 janvier 2007   | National         | Mike Horan                                            |
| Kev Lingard          | 12 mars 2001      | 29 janvier 2007   | National         | Lawrence Springborg                                   |
| Kev Lingard          | 12 mars 2001      | 29 janvier 2007   | National         | Jeff Seeney                                           |
| Stuart Copeland      | 29 janvier 2007   | 30 septembre 2008 | National         |                                                       |
| Stuart Copeland      | 29 janvier 2007   | 30 septembre 2008 | National         | Lawrence Springborg                                   |
| John-Paul Langbroek, | 30 septembre 2008 | 21 mars 2009      | Libéral national |                                                       |
| Jeff Seeney,         | 6 avril 2009      | 23 mars 2011      | Libéral national | John-Paul Langbroek                                   |
| David Gibson,        | 23 mars 2011      | 11 avril 2011     | Libéral national | John-Paul Langbroek                                   |
| Rosemary Menkens,    | 11 avril 2011     | 19 février 2012   | Libéral national | Jeff Seeney (Opp.) Campbell Newman (LNP)              |
| Curtis Pitt          | 18 mai 2012       | 6 janvier 2015    | Travailliste     | Annastacia Palaszczuk                                 |
| Ray Stevens          | 24 mars 2015      | en cours          | Libéral national | Lawrence Springborg Tim Nicholls Deborah Frecklington |